# Vlad Înecatul
Vlad Înecatul (n. 1508, Țara Românească – d. 18 septembrie 1532, Lacul Snagov, Țara Românească) a fost domn al Țării Românești din iunie 1530 până la moartea sa.

## Biografie
A fost fiul lui Vlad cel Tânăr (Vlăduț), de asemenea domn al Țării Românești, așa cum rezultă dintr-un document din 26 iunie 1588 în care Mihnea Turcitul punea în pomelnicul mănăstirii Dealu și pe „Vlăduț voievod, părintele lui Vlad voievod Înecatul”. 
Domnia a obținut-o de la Înalta Poartă în urma încercării lui Moise Vodă de a scutura jugul turcesc. În vara lui 1530 adună tabăra boierilor nemulțumiți de politica autoritară a domnului și, cu armata pusă la dispoziție de sultan, vine în țară. Moise caută, în primă fază, să opună rezistență, apoi, trădat de boierimea temătoare de consecințe în frunte cu familia Craioveștilor, renunță și se retrage în Transilvania.
Domnia scurtă a fost mult timp necunoscută datorită confuziilor dintre acest domn și tatăl său, Vlad cel Tânăr, el însuși semnând acte cu acest nume. Datorită istoricului Ion Donat, domnia lui Vlad Înecatul se relevă ca o domnie zdruncinată de tentative ale nobilimii de înlăturare de pe tron, în mare parte urzite și conduse de boierii Craiovești.
Imediat după suirea pe tronul a părintelui său, Moise, ajutat de marele ban Barbu al II-lea Craiovescu, cumnatul său, strânge o armată de mercenari din Transilvania și revine în țară pentru a lua tronul. Pe 24 august trece prin pasul Rucăr, apoi se îndreaptă spre Slatina pentru a face joncțiunea cu trupele lui Barbu al II-lea Craiovescu. Pe 29 august 1530, într-o luptă dată la Viișoara, cei doi sunt uciși iar armata strânsă de ei este spulberată.
Familia Craioveștilor nu se oprește aici cu ura față de noul domn; în octombrie, Drăghici, fiul lui Danciu, comisul Gogoasă și fratele marelui ban Barbu Craiovescu ucis la Viișoara, adună în jurul lui toată nobilimea olteană și „[...] înșelând împărăția că ar fi fecior de domn, i-au dat domnia și dovedindu-l boierii de mincinos, l-au spânzurat la Țarigrad [...]” („Cronologia tabelară” în „Operele lui Constantin Brâncoveanu”, ed. Nicolae Iorga, București, 1901, p. 34). Șerban I, banul din Coiani, rudă prin alianță cu Craioveștii și bunicul viitorului voievod Radu Șerban, conduce delegația de boieri din partea domnitorului pentru dovedirea lui Drăghici Gogoașă ca impostor, asistând la execuția acestuia.
De această tentativă de luare a tronului se leagă și pierderea moșiei de baștină, Craiova, și a băniei de către Craiovești, fiind dată lui Hamza, banul din Obislav, rudă a domnului, dar și nepot al Craioveștilor.
Comploturi legate de puternica familie Craiovească sunt și cele ale boierilor din Spinișor precum și cele ale boierilor din Văleni, și ei înrudiți îndeaproape cu banii Craiovei, dovediți ca hicleni și, conform legilor, confiscându-li-se moșiile iar unii dintre ei, care au fost prinși, executați; precum și ridicarea lui Dragodan voievod, personaj obscur identificat, după unii istorici, cu Drăghici Gogoașă.
Vlad al VI-lea Înecatul este ctitorul mănăstirii Viforâta, important monument arhitectonic al secolului al XVI-lea în Țara Românească.
Sfârșitul domniei lui Vlad al VI-lea Înecatul se leagă de un moment stupid de la care i se trage supranumele. Conform unor surse contemporane cu evenimentul, în vara anului 1532 „[...] s-a îmbătat odată, înecându-se împreună cu calul său într-o apă (Dâmbovița n.a.) [...]” (Adolf Armbruster „Dacoromano-Saxonica”, p. 198).